# Angelo Della Mura
Angelo Della Mura, né le 16 décembre 1867 à Maiori et mort le 31 janvier 1922 dans la même ville, est un peintre italien. 

## Biographie
Angelo Della Mura est le neveu et l'élève de Gaetano Capone,. Il peint principalement les paysages marins de la côte amalfitaine, se consacrant également aux portraits et aux scènes de genre. Il expose son premier tableau important, intitulé La mia dote, au Promotrice napoletana de 1885,. L'un de ses tableaux intitulé Hanno appetito, présenté à l'exposition de 1886 à Milan, est particulièrement apprécié.